# Kauw
De kauw (Coloeus monedula, synoniem: Corvus monedula) is een zangvogel uit de familie van de kraaien. De wetenschappelijke naam van de soort werd als Corvus monedula in 1758 gepubliceerd door Carl Linnaeus. Het is met een lengte van 34 tot 39 cm een van de kleinste leden van de familie.
Net als alle andere vogels die van nature in het wild in België en Nederland voorkomen, zijn kauwen beschermd op grond van de Europese Vogelrichtlijn.

## Uiterlijke kenmerken en gedrag
De vogel is 34 tot 39 cm lang, duidelijk kleiner dan de andere geheel zwarte kraaiachtigen zoals zwarte kraai en roek. Gemiddeld weegt een kauw zo'n 240 gram. Kenmerkend zijn de grijze kleur van de zijhals en het achterhoofd en de lichtgroen-grijze oogring. Vrijwel volledig zwarte exemplaren komen overigens ook voor. Kauwen komen meestal in groepen of paren voor, en foerageren vaak gezamenlijk in weilanden en wegbermen, ook binnen de bebouwde kom. De paarband blijft ook binnen een grotere groep waarneembaar. De roep is een tsjak-tsjak-achtig geluid.
In de groep hebben ze veel geluiden waarmee ze communiceren, van vrolijk kwetteren tot zacht tokkelen ("kikakaka ko"). De bekendste roep is "kauw kauw" waaraan ze hun naam ontlenen.
De dieren hebben complexe banden met elkaar en blijven als koppel elkaar trouw voor het leven.

## Voedsel
Kauwen hebben een zeer uitgebreid menu, dat voornamelijk bestaat uit kleine ongewervelde dieren (zoals insecten, slakken en spinnen), zaden, granen, eieren en fruit. In de omgeving van de mens doen kauwen zich ook tegoed aan afval en karkassen van overreden dieren.
Net als uilen braken kauwen onverteerde resten van zaden en insecten uit als een braakbal.
Kauwen vertonen actief voedseldelen onder soortgenoten, onafhankelijk van het geslacht of de verwantschap tussen gever en aannemer.  Dit voedseldelen gebeurt voornamelijk op initiatief van de voedseldonor. Kauwen kennen een uitgebreider voedseldelen dan waargenomen bij andere soorten, zoals chimpansees. De reden voor dit voedseldelen is nog niet volledig duidelijk. Twee hypothesen vinden ondersteuning: 1) een kauw geeft makkelijker aan een andere kauw indien hij er ook van krijgt (reciprociteit); 2) door voedseldelen kopen kauwen rust af en worden ze niet lastiggevallen door soortgenoten (intimidatie).

## Kauw als huisdier
Kauwen werden vroeger als huisdier gehouden. Vooral als ze als jong al met de mens in contact komen kunnen ze erg tam worden. Het is wettelijk niet meer toegestaan om kauwen te houden die in de vrije natuur zijn geboren. In gevangenschap geboren en correct geringd mogen zij wel als huisdier worden gehouden.
Het houden van kauwen is niet eenvoudig. Het zijn zeer energieke vogels en in een kooitje kwijnen ze weg. Als ze ouder worden gaan ze vaak een soort paarbinding aan met hun verzorger en mijden anderen in de omgeving. Het dier kan dan zelfs jaloers en agressief reageren op andere mensen.

## Voortplanting

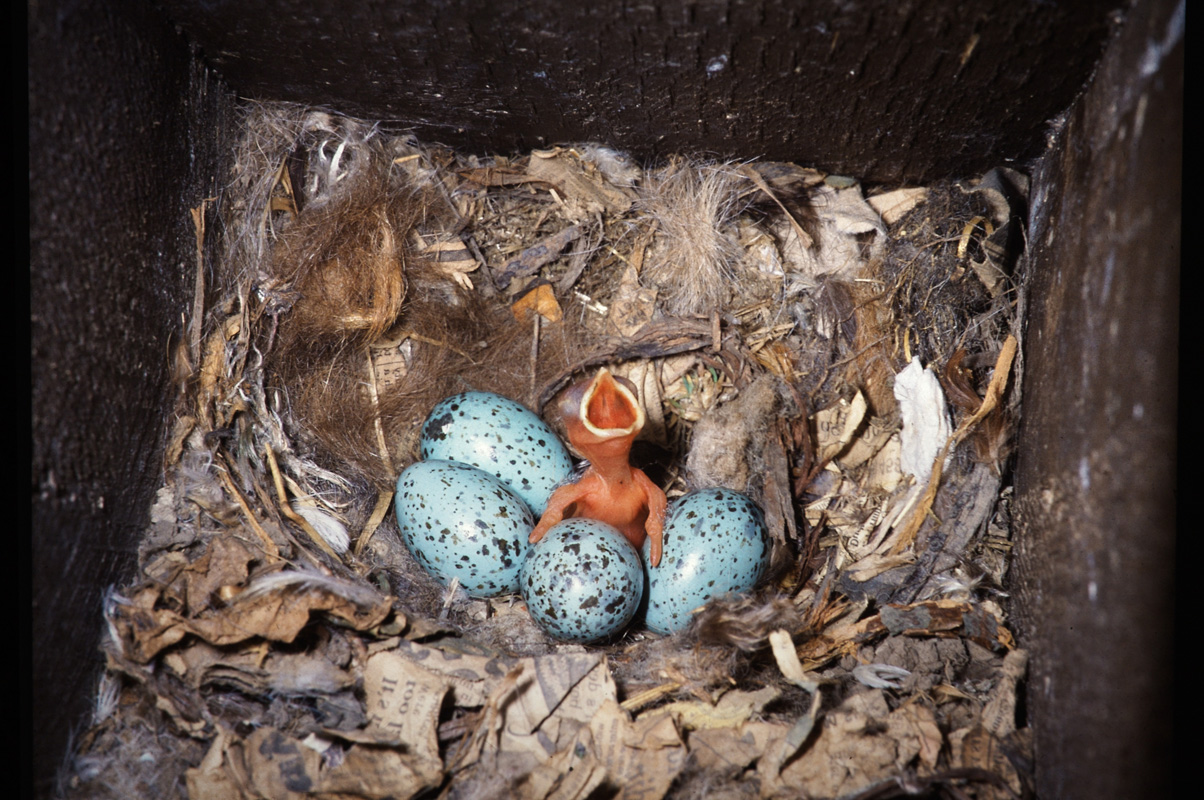
Nest met jong

In Nederland en België nestelt de kauw meestal in groepen in bomen, gewelven van kerken en elders ook wel op rotswanden en in schoorstenen. De 4-5 eieren worden 16-17 dagen bebroed en de jongen vliegen na ongeveer 30-35 dagen uit.

## Verspreiding
Kauwen hebben een zeer ruim verspreidingsgebied. Ze komen voor in vrijwel het gehele palearctische gebied, waarbij vier ondersoorten worden onderscheiden:
- C. m. monedula (Noordse kauw): Scandinavië.
- C. m. spermologus (Vieillot, 1817):  westelijk en zuidelijk Europa en noordwestelijk Afrika.
- C. m. soemmerringii (Fischer von Waldheim, 1811) (Russische kauw): van oostelijk en zuidoostelijk Europa tot zuidelijk-centraal Siberië en westelijk China
- C. m. cirtensis Rothschild & Hartert, 1912: noordelijk Afrika

## Status
De grootte van de populatie is in 2015 geschat op 39-85 miljoen volwassen vogels. Op de Rode lijst van de IUCN heeft deze soort de status niet bedreigd.

## Taxonomie
De kauw wordt meestal gerekend tot het geslacht Corvus. Sinds 1903 zijn er auteurs die de twee kauwensoorten in een apart genus Coloeus zetten. Modern moleculair genetisch onderzoek lijkt deze aparte positie te bevestigen. Daarom staan de kauwen in de lijst van het International Ornithological Congress (IOC) onder het geslacht Coloeus. Deze indeling vindt echter weinig navolging. Op de meeste soortenlijsten staat de kauw nog als Corvus monedula.

## Afbeeldingen

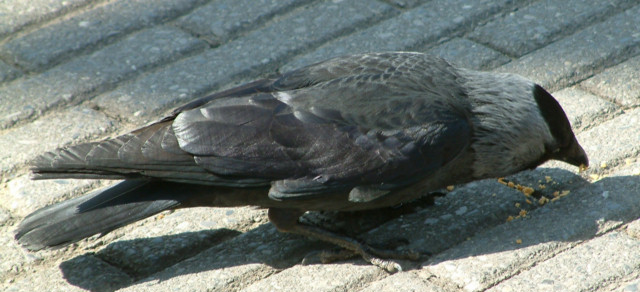
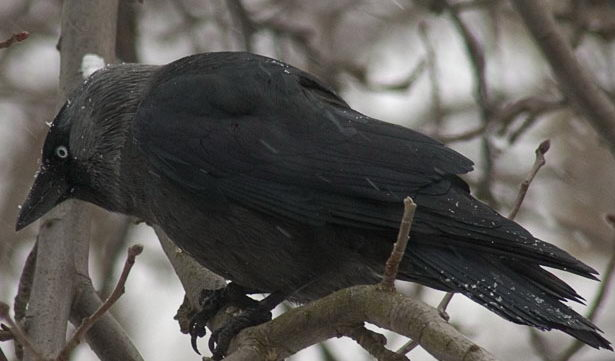
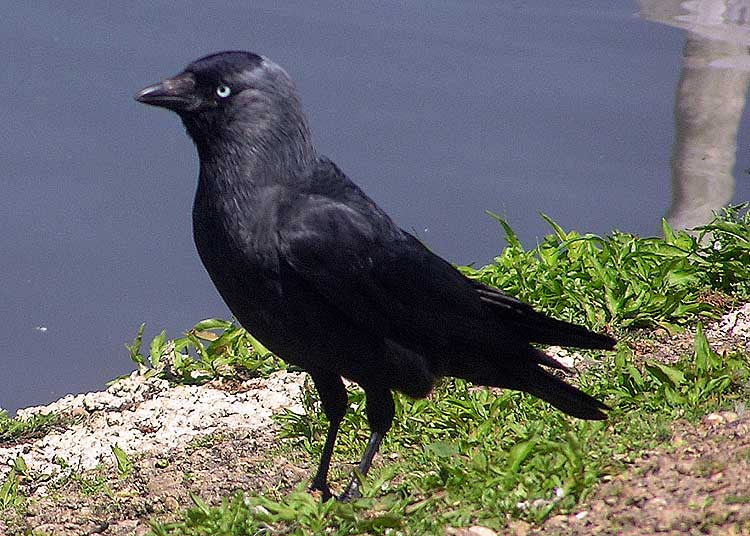